# Amberboa

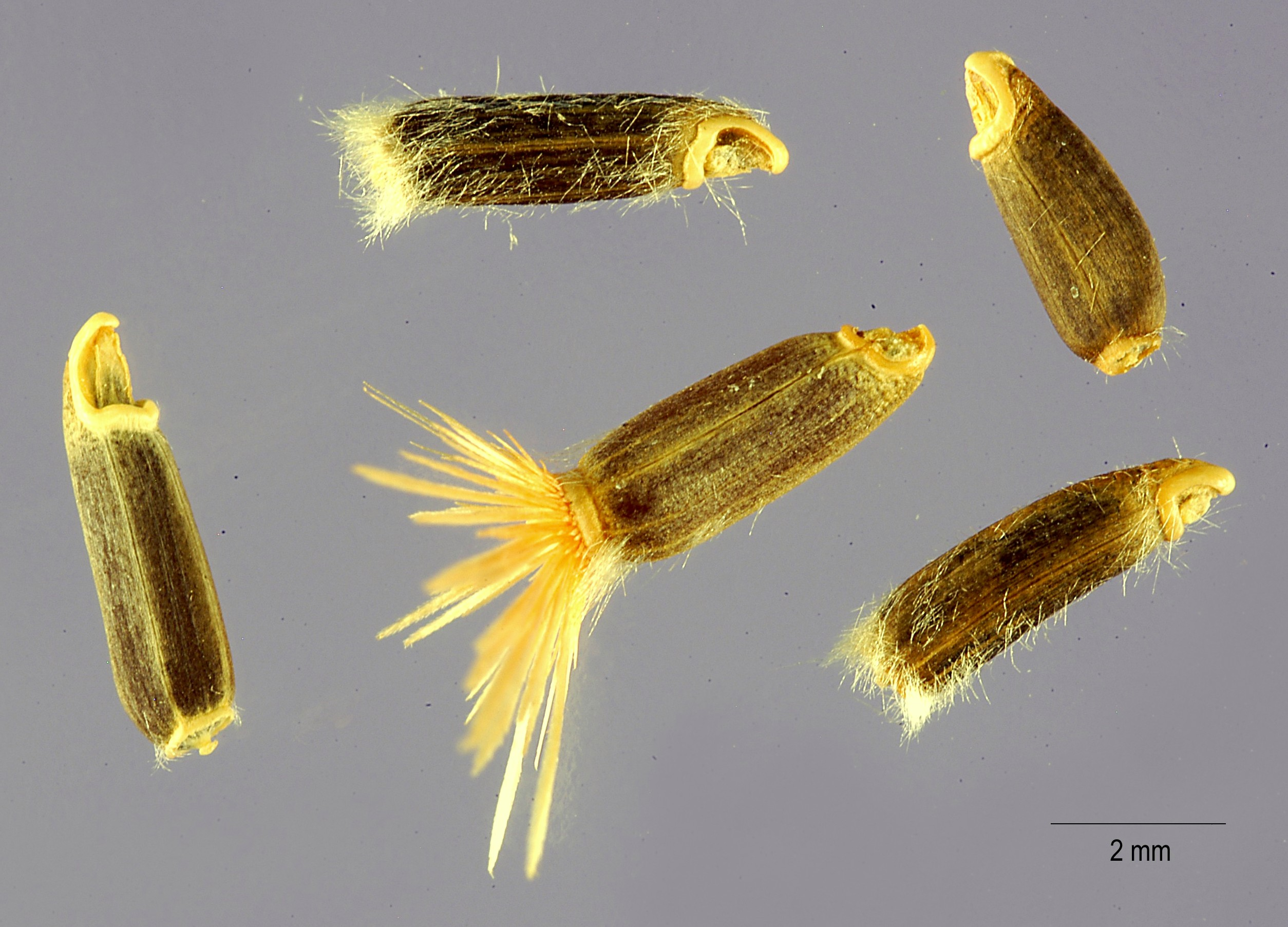
Cipselas de Amberboa moschata

Amberboa es un género con un número discutido de especies de plantas con flores de la familia de las asteráceas. Comprende unas 40 especies descritas y de estas, solo 9 aceptadas.

## Taxonomía
La creación del género está todavía discutida, pero está claro que fue descrito primero por Sebastien Vaillant y publicado en Der Konigl. Akademie der Wissenschaften in Paris Physische Abhandlungen, vol. 5, p. 182, 1754 y se queda como nomen conservandum. La especie tipo es: Amberboa moschata (L.) DC., nativa de Turquía y Armenia.
Sinónimos
- Chryseis Cass.
- Amblyopogon (DC.) Fisch. & C.A.Mey. ex DC.
- Centaurea subg. Amberboa Pers.
- Stephanochilus Coss. & Durieu ex Benth. & Hook.f.
- Amberboa (Pers.) Less.[2]

## Especies
A continuación se brinda un listado de las especies del género Amberboa aceptadas hasta febrero de 2015. 
- Amberboa amberboi (L.) Tzvelev - (Irán, Armenia, Azerbaiyán, Turkmenistán)
- Amberboa bucharica Iljin
- Amberboa glauca (Puschk. ex Willd.) Muss.Puschk. ex Grossh.
- Amberboa moschata (L.) DC. - Turquía y Armenia
- Amberboa nana (Boiss.) Iljin
- Amberboa odorata (Cass.) DC.
- Amberboa ramosa (Roxb.) Jafri
- Amberboa sosnovskyi Iljin
- Amberboa turanica Iljin